# Patrick Heß
Patrick Heß (* 22. April 1970; † 10. Mai 2018) war ein deutscher Endurosportler.

## Leben
Patrick Heß nahm mit zwölf Jahren erstmals an Motocross-Rennen für den MC Simson Suhl teil, die er auf einer von seinem Vater selbst gebauten Maschine mit 50-cm³-Motor eines Simson-Mopeds bestritt. 1985 fuhr er mit einer B-Lizenz seine ersten Enduro-Läufe in der damaligen Klasse bis 75 cm³, ab 1989 ging er mit einer A-Lizenz an den Start. Mit der politischen Wende 1990 folgte der Wechsel von Simson auf ein Motorrad von KTM und in diesem Jahr wurde er letzter DDR-Meister im Endurosport in der Klasse bis 125 cm³ Spezialtechnik.
Ab 1990 nahm Heß neben nationalen Enduro-Veranstaltungen auch an internationalen Wertungsläufen teil, so z. B. beim Lauf zur Enduro-Weltmeisterschaft 1990 in Zschopau. Von 1991 bis 1993 war er Mitglied der deutschen Nationalmannschaft im Wettbewerb um die Junior World Trophy bei der 66., 67. und 68. Internationalen Sechstagefahrt und erreichte dort den 7., 9. bzw. 8. Platz. Im Jahr 1993 erreichte er seinen größten internationalen Erfolg mit dem Tagessieg bei einem Lauf zur Junioren-Europameisterschaft, welche im Rahmen der damaligen Enduro-WM ausgetragen wurde. 2002 und 2003 wurde er jeweils Gesamtzweiter in seiner Klasse bei der Deutschen Enduro Meisterschaft. Nach seinem Wechsel auf KTM nutzte er während seiner Karriere Motorräder der Marken TM, Yamaha, Honda, BMW und zuletzt eine 450-cm³-Zweizylinder-Aprilia.
Neben dem Endurosport betätigte sich Heß auch in verwandten Wettbewerben. So war er 1998 Finisher beim ErzbergRodeo und nahm an der 2002 neugeschaffenen German Cross-Country-Meisterschaft (GCC) teil.
2009 beendete Heß seine Motorsport-Karriere mit dem Finallauf zur Deutschen Enduro Meisterschaft bei Rund um Zschopau. Nach seinem Karriereende engagierte er sich im Hintergrund von verschiedenen Motorsportwettbewerben.
Patrick Heß starb 2018 bei einem Verkehrsunfall.